# Anthime Pierre Louis Ménard
Pour les articles homonymes, voir Ménard.
Anthime Pierre Louis Ménard, dit Anthime-Ménard, est un homme politique français né le 31 juillet 1860 à Nantes (Loire-Atlantique) et mort le 3 juin 1923 à Paris.

## Biographie
Anthime Pierre Louis Ménard est le fils d'Anthime Armand Gustave Menard (1809-1889), avocat, homme de lettres et collectionneur, bâtonnier du barreau de Nantes, et de Louise Robert et président de la Société académique de Nantes. Il est le beau-père de Jehan de Loynes d'Estrées.
Docteur en droit, il devient avocat et membre titulaire de la Conférence Molé-Tocqueville. Il est le fondateur du journal Le Nouvelliste de l'Ouest à Nantes et du Vendéen à La Roche-sur-Yon. 
Maire de La Chapelle-Launay (1894-1912), il est député de la Loire-Inférieure de 1898 à 1910, inscrit au groupe de l'Action libérale. Il sera antidreyfusard.

## Distinctions
- Chevalier de l'ordre de Saint-Grégoire-le-Grand

## Sources
- « Anthime Pierre Louis Ménard », dans le Dictionnaire des parlementaires français (1889-1940), sous la direction de Jean Jolly, PUF, 1960 [détail de l’édition]